# Anders Ekeberg

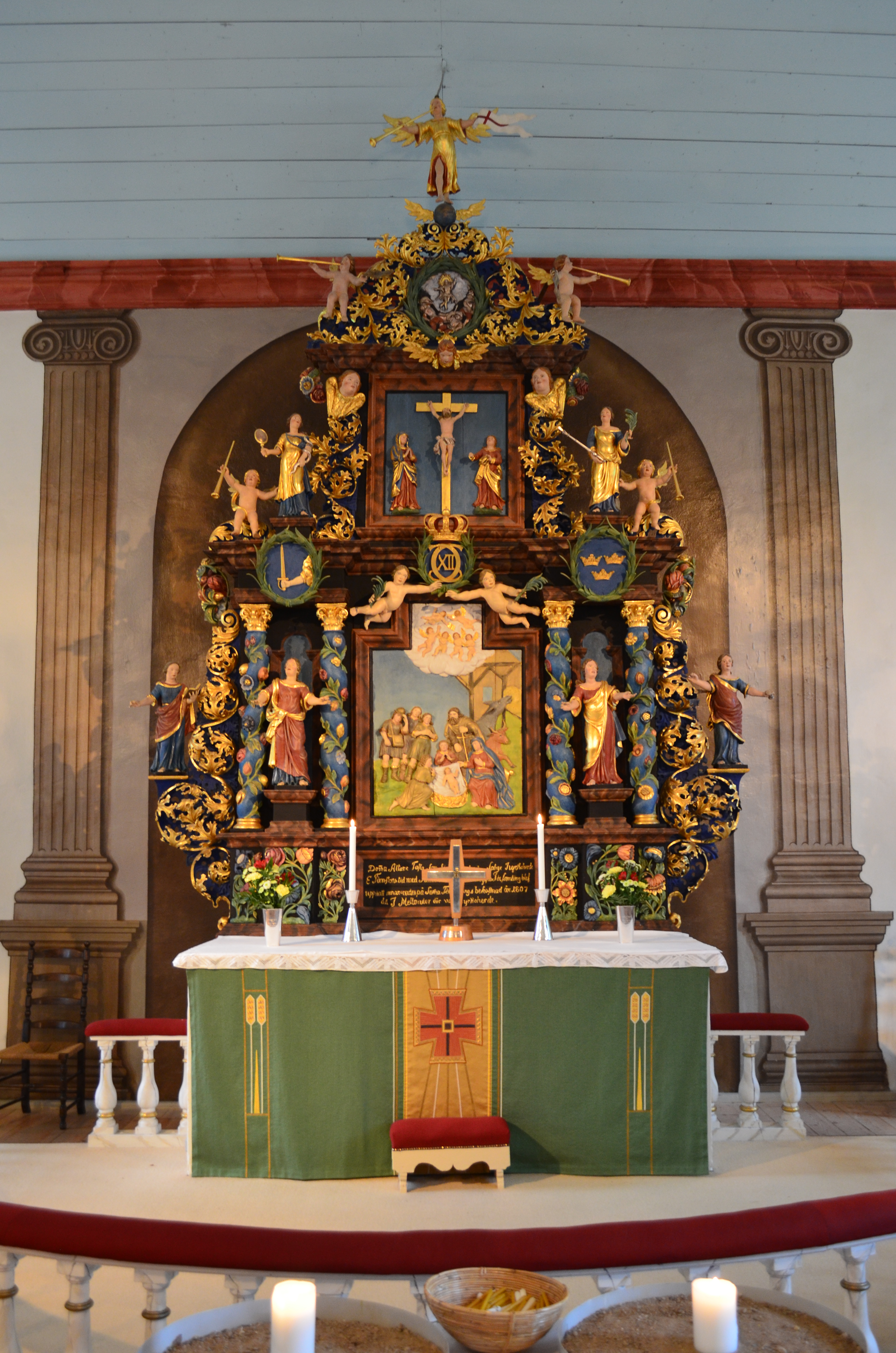
Altaruppsats i Bollebygds kyrka snidad 1704 av Anders Ekeberg och målad 1710 av Sven Wernberg.

Anders Ekeberg, född 1655 eller 1656, död i maj 1719 i Borås, var en svensk träsnidare.

## Biografi
Anders Svensson Ekeberg kom tillsammans med kollegan Gustaf Biörsson Kihlman till Borås och erhöll borgerskap där i augusti 1679 med rättighet att verka inom skrået. De båda träsnidarna fick gemensamt uppföra en predikstol till Caroli kyrka i Borås 1687-1689, som dock förstörts i en brand. Mycket av träsnideriarbetena utfördes i Boråsverkstaden för att sedan transporteras och sättas upp på beställningsorterna. Merparten av arbetet fick dock utföras på plats, så att det passade i respektive kyrka. 
Av Ekebergs bevarade arbeten märks främst altartavlorna i Bollebygds kyrka, i Bälinge kyrka vid Alingsås samt Eksjö kyrka. I den senare har han även tillverkat predikstolen, Borres epitafium och Johan Lilienstrahls huvudbaner. Ekeberg finns också representerad i Ekshärads kyrka, Ljungarums kyrka och Lannaskede gamla kyrka.